# ファンタジードーム
ファンタジードームは、長崎屋グループが展開した全天候型レジャー施設の総称。本項目では（かつて北海道苫小牧市に存在していた）第1号店「苫小牧ファンタジードーム」を主に解説する。

## 概要
1989年（平成元年）4月、流通中堅だった長崎屋グループが中期経営戦略『ニュー長崎屋計画』(通称:NN計画)に基づき、全額出資をして設立した子会社「サンファンタジーとまこまい株式会社」がファンタジードームの基本計画策定と運営を担当し、長崎屋の関連会社「株式会社サンランド」が土地と建物を所有、日本初の『全天候型アミューズメントパーク』（※正しくは「テーマパーク」ではない）として1990年（平成2年）9月5日開業。総投資額115億円(建築費60億円、遊戯施設費30億円、演出内装費20億円、開発費5億円)、建築面積14,000平方メートル、延床面積39,000平方メートル、プレイゾーン20,400平方メートル、飲食ゾーン1,980平方メートル、建屋高48メートル、鉄筋鉄骨造、4階建、立体トラス構造(ドーム式)、建屋設計監理は石本建築事務所、施工は清水建設と岩倉建設JVで担当。ピーク・イン・ピークキャパシティは15,000人に設定。年間入場者数目標は開業初年度が80万人を想定していた。
建屋はJR苫小牧駅の北側に位置し、ペデストリアンデッキで結ばれており、かつて1973年（昭和48年）に開店した既存店の「長崎屋 苫小牧店」とも結ばれていた。
1階は駐車場（トータル1,700台収容）、エントランスホール。2階から4階が吹き抜け構造で株式会社トーゴを始めとした各社の遊戯機器を設置。遊戯施設は25種類(内17機が大型遊戯機器)だった。開業当初のキャッチフレーズは「ノー天気遊園地」。3階部分にはフードパークを設置、ファストフードショップ店各店とレストランをグループ化した「グルージングフードコート」（総収容人数300名対応）を併設していた。館内は通年平均18度から25度の気温に保たれ、コンピュータ制御式の空調設備を備えていた。所在地から苫小牧ファンタジードームとも称された。現在、跡地はMEGAドン・キホーテ苫小牧店になっている。
※出典:・・
営業時間は10時から20時、夕暮れと共にドーム内がライトアップする「光のカーニバル」を開催していた。料金はプリペイドカードシステムを導入し、入園料と全アトラクションで使用可能なファンタジーカードが大人2,800円、子ども2,000円(当時)、想定客単価は3,000円だった。
1991年（平成3年）度に55万1000人の来場があった後来場客は減少した。1995年（平成7年）10月からは入場料を無料にするなど集客に努めたが、客足の低迷や多大な借金により、1996年（平成8年）11月29日にドームの閉鎖を発表した。閉鎖が発表されると来場者は増え始め、閉鎖間際の土休日には、過去2番目の人出となる2日間で2万2500人の入場者を記録した。1997年（平成9年）1月16日に閉園した。最終的に累積赤字は約80億円にのぼった。
サンファンタジーとまこまい株式会社は1996年（平成8年）11月30日に解散し、翌年2月に清算された。

## 主なアトラクション
- コスモタワー（12人乗りタイプのロケット式遊戯施設 トーゴ製[9]）
- ミュージックエクスプレス（イタリア製[9]）
- ファンタジー城（建屋2階に位置、地上高25メートル、中世の古城をモデルに建築、マスコットキャラクターのオリジナルショーや季節イベントを開催した）
- ファンタジー広場（特殊効果設備により、雨、人工雪、疑似雷、虹を作ることができた）
- スカイシップ（ドーム内を周遊するライド型アトラクション、トーゴ製[9]）
- スーパーX（映像と音声同期によるシンクロナスアトラクション、イギリス製[9]）
- マンハッタンドリーム（疑似無重力体験ができるアトラクション、トーゴ製[9]）
- ローリングスター（星型の機体が自転式で回転するライド型アトラクション、トーゴ製[9]）
- スーパーローラーコースター（全長744m、最高時速80km、最大高32m[9]、4人乗り7両編成、最大傾斜40度[10]、最大傾斜 トーゴ製[9]）
- ハンテン - イタリア製[9]
- ウェーブスウィンガー（西ドイツ製[9]）
- ハートビート（トーゴ製）
- チャレンジランド（※株式会社ファンタジーティー・ワイによる委託運営）
- カーニバルストリート
- ファンキートレイン - トーゴ製[9]
- サン・フロンティア号（全長250メートル、屋内型電動式周遊ミニ列車）
- メリーゴーランド - トーゴ製[9]
- TOBU-ZO-KUN - トーゴ製[9]
- ロイヤルティータイム - トーゴ製[9]
- ファイヤーバード - トーゴ製[9]
- ギャラクシー - トーゴ製[9]
- スモールファンタジー - トーゴ製[9]
- シミュレーションシアター パラドックス（ライドワークス社製、1991年7月新規導入、プレショー8分、メインショー4分、定員36名のライド映像アトラクション）
- 幼児向け施設「すってんころりん村」（立体迷路、ボールプールなどで構成）

※遊戯施設建設・設置:トーゴ、サノヤス・ヒシノ明昌、泉陽興業。
※各遊戯施設は1回の利用で10度数から40度数（貨幣換算で100円から400円相当）がプリペイドカードから減算される仕組みになっていた。
※出典:

## 主な飲食施設・サービス設備
- ミスタードーナツ（1階）[1][2]
- ロッテリア（1階）[1][2][11]
- フードパーク「グルージングフードコート」（レストランエリア、3階に設置）[1]
- スイートポケット[1]
- キディ・ポップ[1]
- フォトスピード55（スピードD.P.E写真店）[1]
- スーベニアショップ（マスコットキャラクター商品、ファンシー商品、お土産品の販売専門店）[1]

## 料金体系
- ユウカード（当日のみ有効）大人1,000円、中高生800円、子ども600円（入園とアトラクション1回利用を含む）
  - 1991年度時点ではアトラクション2回利用を含む形で大人1500円、中高生1300円、子供1000円[9]。
- ファンタジーカード（当日のみ有効）大人2,800円、中高生2,500円、子ども2,000円（入園と全アトラクション利用を含む）
- ナイトインカード（当日のみ有効）大人2,000円、中高生1,800円、子ども1,500円（毎日17時以降の入園と全アトラクション利用を含む）
- ドームカード（無期限有効）
  - ドーム200：2,000円（2,400円分有効）
  - ドーム100：1,000円（1,100円分有効）
- 団体料金（1991年度時点）[9]
  - ユウカード：大人1,350円、中高生1,170円、子ども900円
  - ファンタジーカード：大人2,520円、中高生2,250円、子ども1,800円
  - ナイトインカード：大人1,800円、中高生1,620円、子ども1,350円
- 1991年導入の「シミュレーションシアターパラドックス」は別料金500円とした[9]。

※出典:

## マスコットキャラクター
- トマくん（雄、勇気から生まれた冒険好きのクマの男の子）
- マイちゃん（雌、愛から生まれた優しくて芯の強いクマの女の子）

※出典:

## 閉店後
1997年(平成9年）1月に閉園し、跡地は改装後長崎屋が入店したが、その後2010年7月2日に「MEGAドン・キホーテ」に転換、2021年現在営業を継続している。ファンタジードーム時代にあった飲食施設のうち、1階のミスタードーナツとロッテリアは長崎屋→MEGAドン・キホーテになってからも存続している。
建物外観には遊園地時代のローラーコースター施設の跡が残存していたが、閉園から22年以上経った2019年11月時点で撤去・解体されている。

## 系列店舗

### 北海道
- ファンタジードームおびひろ（1990年11月22日開業、北海道帯広市 長崎屋帯広店内）[17]
  - 2011年にゲームセンター「ファンタジープラザ」にリニューアル[18]。2024年3月31日、長崎屋帯広店閉店と共にファンタジープラザも閉店。

### 東北
- ファンタジードーム八戸（1990年11月2日開業、青森県八戸市 長崎屋八戸店内）[19]

### 北陸甲信越
- ファンタジードームせいろう（1994年3月17日開業、新潟県聖籠町 ラパーク聖籠内）[20]

### 関西
- ファンタジードーム岸和田（1994年10月20日開業、大阪府岸和田市 ラパーク岸和田内）[21]